# Terras Altas do Sul
Terras Altas do Sul (Southern Highlands em inglês) é uma das 20 províncias da Papua-Nova Guiné.